# Elia Benedettini
Elia Benedettini (Borgo Maggiore, 22 de junio de 1995) es un futbolista sanmarinense que juega en la posición de portero para el club A. C. Libertas del Campeonato Sanmarinense de fútbol.

## Trayectoria
Benedettini inició su carrera en el San Marino Calcio de la llamada en aquel momento Lega Pro, equivalente a la tercera división más importante del sistema de fútbol italiano. Su debut ocurrió el 5 de mayo de 2013, en su tercera convocatoria de la temporada, en un partido frente al Cremonese en el cual el portero titular, Mattia Migani, fue expulsado cuando transcurría el segundo minuto de juego, obligando al entrenador a reemplazar al delantero Francesco Cassola por Benedettini. El partido terminó en derrota por 1-6.
En julio de 2013 se unió al Cesena, casaca con la cual no disputó ningún encuentro.
En julio de 2014 llegó al Pianese, club de la Serie D. Dos años más tarde, sería transferido como jugador libre al Novara, donde debutó el 24 de diciembre de 2016.
Con este club disputó muchos de los partidos más relevantes de su carrera, entre ellos los de la Copa de Italia correspondientes a las temporadas 2018-19 (en la cual accedió a los octavos de final) y 2019-20. Por ejemplo, el 12 de enero de 2019 jugó un encuentro como titular frente a la S. S. Lazio en el marco de los octavos de final de la Copa Italia. El partido terminó en derrota por 1-4; el delantero italiano Ciro Immobile le marcó dos goles en dicho compromiso.
En Novara permaneció cuatro años, abandonando el club en octubre de 2020.
En enero de 2021 regresó al Cesena F. C. firmando un contrato para lo que restaba de temporada. Estuvo una más antes de recalar en julio de 2022 en la S. P. Cailungo. En este equipo permaneció un año y a mediados de 2023 fichó por el A. C. Libertas.

## Selección nacional
Es internacional absoluto con la selección de San Marino. Hizo su debut en la selección absoluta el 27 de marzo de 2015, en un partido frente a Eslovenia de la clasificación para la Eurocopa 2016. El encuentro terminó en derrota por 0-6.